# Соллогуб, Василий Устинович
Васи́лий Усти́нович Соллогу́б (1848—1917) — временный Прибалтийский генерал-губернатор, генерал от инфантерии.

## Биография
Соллогуб родился 23 августа 1848 года, происходил из дворян Минской губернии и был сыном надворного советника Устина Антоновича Соллогуба. Поступив 19 июня 1864 года во 2-е военное Константиновское училище, он 8 августа 1866 годы был выпущен в 44-й пехотный Камчатский полк с чином подпоручика. Произведённый 1 мая 1867 года в поручики, он 10 октября того же года был переведён чином подпоручика в лейб-гвардии Волынский полк.
Получив в лейб-гвардии Волынском полку чины поручика (8 апреля 1873 года) и штабс-капитана (4 апреля 1875 года), Соллогуб в 1875 году окончил по 1-му разряду Николаевскую академию Генерального штаба, 8 апреля 1875 года был причислен к Генеральному штабу, а 2 ноября 1976 года переведён в Генеральный штаб с переименованием в капитаны.
Во время Русско-турецкой войны 1877—1878 годов являлся помощником старшего адъютанта (с 2 ноября 1876 года), старшим адъютантом (с 24 июня 1877 года) полевого штаба действующей армии, а затем состоял для особых поручений при начальнике штаба действующей армии (с 22 мая по 2 августа 1878 года), был произведён в подполковники (14 июля 1877 года). После войны служил старшим адъютантом штаба гвардейского корпуса (с 8 октября 1878 года), а затем с 28 мая 1879 года состоял для поручений при штабе войск гвардии и Петербургского военного округа, получил чин полковника (30 августа 1880 года).
3 марта 1881 года Соллогуб перешёл на службу в Главный штаб, последовательно занимая должности младшего, а с 11 апреля 1883 года — старшего делопроизводителя канцелярии Военно-учёного комитета Главного штаба, начальника отделения Главного штаба (с 19 мая 1884 года по 14 апреля 1890 года), состоящего в числе 4 генералов, положенных по штату при Главном штабе и, наконец, управляющего делами Военно-учёного комитета Главного штаба (с 5 ноября 1896 года по 25 ноября 1900 года), получив за это время чины генерал-майора (30 августа 1890 года) и генерал-лейтенанта (6 декабря 1897 года), Высочайшее благоволение (в 1888 году) и неоднократно Высочайшую благодарность (в 1890, 1894, 1898, 1900 годах). Одновременно с 3 декабря 1894 года по 24 ноября 1900 года являлся ординарным профессором Николаевской академии Генерального штаба.
Как управляющий делами Военно-учёного комитета Главного штаба, Соллогуб ведал вопросами военной разведки. По свидетельству А. Ф. Редигера, его деятельность в этом качестве была не особенно успешной:

Соллогуб, управляя делами Военно-учёного комитета, имел в своём распоряжении наших военных агентов за границей, в том числе и специального в Южной Африке, и доставлял только запоздалые сведения, тогда как великий князь Александр Михайлович, не имея агентуры, доставлял государю новейшие данные и карты театра войны; всё это плохо характеризовало нашу военную агентуру и было неприятно Куропаткину, но Соллогуб оставался к такому состоянию дел совершенно равнодушным

25 ноября 1900 года Соллогуб был уволен от должности с назначением состоять в распоряжении военного министра, являясь с 3 октября того же года членом правления Китайско-Восточной железной дороги. С 24 мая 1901 года почётный член Конференции Николаевской академии Генерального штаба. А. Ф. Редигер так характеризовал Соллогуба:

Очень начитанный, остроумный, благовоспитанный, он производил впечатление человека умного и самоуверенного, подсмеивающегося над всем окружением. В работе же он оказывался как-то бесплодным: остроумно критикуя, он не умер создать что-либо. Поэтому Куропаткин в 1900 году взял его в своё распоряжение и назначил представителем от Военного министерства в правлении Китайской железной дороги. Обе должности давали ему очень мало работы и до двадцати тысяч рублей содержания … К его прямой вине надо отнести то, что Куропаткин не знал о размерах порта Дальнего, строившегося Китайской железной дорогой

Во время русско-японской войны 1904—1905 годов Соллогуб с 23 марта по 25 октября 1905 года состоял в распоряжении Главнокомандующего сухопутными и морскими силами, действующими против Японии, затем повторно был назначен состоять в распоряжении военного министра, а 4 декабря того же года — временным Прибалтийским генерал-губернатором по представлению председателя Совета министров графа С. Ю. Витте, с которым был знаком по правлению КВЖД. 17 октября 1906 года он был заменён генералом бароном А. Н. Меллером-Закомельским и вновь назначен состоять в распоряжении военного министра и (28 октября) членом правления КВЖД, получив вскоре после ухода с поста орден Белого орла.
Деятельность Соллогуба на посту генерал-губернатора оценивалась в высших кругах неоднозначно. Если А. Ф. Редигер возражал против его назначения, полагая, что он «ни для какой практической деятельности не пригоден» и в Риге «проявил себя такой же бесполезностью, как и на всех предыдущих своих должностях», то С. Ю. Витте был убеждён в обратном, подчёркивая:

Во время моего председательства действиями генерал-лейтенанта Соллогуба я был доволен, так как он не боялся, не прятался, а, с другой стороны, не давал разыгрываться бесшабашным проявлениям жестокости часто пьяной реакции

С. Ю. Витте дал Соллогубу следующую характеристику:

Ген. Соллогуб — человек в высокой степени порядочный, уравновешенный и замечательный как военный, в особенности в смысле теоретическом. Я думаю, что в настоящее время из всех наших военных в смысле теоретических знаний, в смысле, так сказать, военной культуры, генерал Соллогуб представляет собою первый номер. Он был назначен в Прибалтийский край по моему желанию, потому что я, зная генерала Соллогуба, считал его за человека весьма толкового, твердого и уравновешенного. Все мои ожидания он вполне оправдал.
Должен сказать, что в 1905 г., как до 17 октября, так и после 17 октября, прибалтийские губернии были одни из тех губерний, в которых смута проявлялась с наибольшей силой.
Столыпин хотел, чтобы генерал Соллогуб принимал в отношении населения меры, которые не были в согласии с его убеждениями, поэтому между Столыпиным и Соллогубом произошли разногласия, которые привели к увольнению Соллогуба, и он пожелал совершенно выйти в отставку

16 мая 1909 года Соллогуб был произведён в генералы от инфантерии с увольнением от службы с мундиром и пенсией и провёл последние годы жизни в Санкт-Петербурге (по адресу Большая Московская, 9), оставаясь членом правления Китайско-Восточной железной дороги. Он скончался в Петрограде 1 февраля 1917 года на 69-м году жизни, похоронен на кладбище Новодевичьего монастыря.
Соллогуб был холост и детей не имел. Его братья также находились на военной службе: Андрей Устинович был офицером, Владимир Устинович в чине генерал-майора служил начальником 3-й стрелковой бригады

## Награды
Соллогуб имел знак отличия за XL лет беспорочной службы (1907 год) и был награждён многими российскими и иностранными орденами, в их числе:
- Орден Святого Станислава 2-й степени с мечами (6 ноября 1877 года)
- Орден Святого Владимира 4-й степени с мечами и бантом (30 апреля 1878 года)
- Орден Святой Анны 2-й степени (15 мая 1883 года)
- Орден Святого Владимира 3-й степени (30 августа 1886 года)
- Орден Святого Станислава 1-й степени (30 августа 1893 года)
- Орден Святой Анны 1-й степени (14 мая 1896 года)
- Орден Святого Владимира 2-й степени (6 декабря 1903 года)
- Орден Белого орла (6 декабря 1906 года)

Иностранные:
- Сербский Орден Таковского креста (29 ноября 1878 года)
- Турецкий орден Меджидие 2-й степени (21 мая 1883 года)
- Шведский командорский крест ордена Святого Олафа (2 января 1885 года)
- Черногорский орден Князя Даниила I 2-й степени (16 сентября 1885 года)
- Прусский орден Короны 2-й степени (15 мая 1889 года)
- Австрийский орден Франца-Иосифа 1-й степени (23 апреля 1897 года)
- Прусский орден Короны 1-й степени (12 октября 1897 год)
- Командорский крест ордена Почётного легиона (1897 год)
- Персидский орден Льва и Солнца 1-й степени (16 июля 1898 года)
- Бухарский орден Золотой звезды с бриллиантами (1898 год)
- Румынский большой крест ордена Короны (1 сентября 1899 года)
- Японский орден Священного Сокровища (5 августа 1902 года)
- Японский орден Восходящего Солнца (31 мая 1907 года)
- Крест «За переход через Дунай»